# Riu d'Angostrina
El Riu d'Angostrina és un riu de la comarca de l'Alta Cerdanya, a la Catalunya del Nord, que neix en el terme d'Angostrina i Vilanova de les Escaldes, discorre posteriorment pel límit d'aquesta comuna amb la de Font-romeu, Odelló i Vià, torna a entrar plenament en el primer terme esmentat i, finalment, travessa el terme d'Ur, fins que al sud del poble d'Ur s'uneix amb el Riu de Brangolí per tal de formar el Reür.
El riu té un curs bàsicament orientat de nord a sud, però fa una ampla deriva cap a llevant a la primera part del seu curs, que és molt sinuós a causa de l'orografia del territori que travessa.

## Terme d'Angostrina i Vilanova de les Escaldes
El Riu d'Angostrina neix a la zona nord-est del terme esmentat, a l'Estany Negre, situat a llevant del Carlit i a prop a ponent del Llac de la Bollosa. Surt de l'extrem nord-oriental d'aquest estany en dos braços diferents que es retroben al cap de poca distància, de manera que formen una illa en zona molt rocosa i accidentada, i s'adreça cap al sud-est, de manera que passa a prop del Llac de la Bollosa, però rere d'uns turons que l'en separen. Passa per la Bolloseta i pel costat de ponent del Pla de Bones Hores, mentre que la Tet discorre pel costat de llevant del mateix pla. Continua cap al sud i passa a prop, a ponent de l'Estany de la Pradella, del qual rep les aigües. Tot seguit arriba al límit del termenal amb Font-romeu, Odelló i Vià.

## Termes de Font-romeu, Odelló i Vià i Angostrina i Vilanova de les Escaldes
El Riu d'Angostrina arriba al termenal entre aquestes dues comunes a l'extrem septentrional del terme de Font-romeu, Odelló i Vià, just on hi ha els aiguamolls del final nord-oest del Telecadira de la Calma Nord. Els aiguamolls, que s'estenen a les dues ribes del riu, s'estenen als peus, al nord, del Bosc Estatal de Font-romeu, entre dos refugis de muntanya existents en aquella zona. Tot seguit, de forma molt sinuosa, s'adreça cap al sud-oest, marcant sempre el límit de les dues comunes esmentades, fins al Pont dels Empedrats, just a sota i al sud del Puig del Cap de l'Home, on deixa de ser termenal per tornar a entrar plenament en el terme d'Angostrina i Vilanova de les Escaldes.

## Terme d'Angostrina i Vilanova de les Escaldes
Al cap de poc d'entrar en aquest terme, el Riu d'Angostrina rep per la dreta el Rec del Mesclant d'Aigües, curs d'aigua de llarg recorregut que prové del nord, procedent de la zona d'estanys de la seva capçalera (les Basses d'en Gombau, l'Estany Llat, l'Estany Sec, l'Estany de la Comassa, l'Estany Llong, l'Estany de Vallell, l'Estany de les Dugues, l'Estany de Castellar, l'Estany d'en Gombau, l'Estany de Trebens i l'Estany de Sobirans. Continuant cap al sud-oest, el riu passa pel costat de ponent del Pla de Miró i arriba de seguida a la partida de la Barraca de Prat Carrera, on hi ha dos refugis de muntanya i el capdamunt de la pista de muntanya que procedeix d'Angostrina. Al cap de poc passa a llevant de Sant Martí d'Envalls, zona on rep per la dreta el Rieral dels Estanyets. Seguint ja cap al sud, sempre fent molt revolts a causa del terreny que travessa, s'adreça cap a les Feixes Llargues, el Riberal i les Pedroses, fins que passa a ponent del Mas d'en Gaula i arriba tot seguit a la Part Petita, on travessa la carretera D - 618 i passa a tocar, a llevant, del poble d'Angostrina.
Des d'Angostrina, sempre cap al sud, discorre a llevant de Vilanova de les Escaldes, una mica lluny del poble, gira cap al sud-oest altre cop, cap al Pont Mercadal, al sud d'aquest darrer poble i el Riu d'Angostrina surt d'aquest terme per tal de continuar el seu curs en el d'Ur.

## Terme d'Ur
Seguint la direcció nord-est - sud-oest, tot i que fent moltes giragonses a causa de l'orografia que travessa, el riu deixa a la dreta el petit vilatge del Mas de Florí i s'adreça cap al poble d'Ur, que deixa sempre al costat de ponent. En aquest tram el riu ha agafat la direcció nord - sud, fonamentalment. Al sud del poble, i després de travessar la carretera N - 20, el Riu d'Angostrina s'uneix amb el Riu de Brangolí i dona pas al Reür, un dels principals afluents cerdans del Segre.